# りゅう座ファイ星
りゅう座φ星（りゅうざファイせい、φ Draconis、φ Dra）は、りゅう座にある連星系である。見かけの等級は4.22で、年周視差を基に計算した太陽からの距離はおよそ303光年である。実視連星と分光連星が組み合わさった三重連星系であり、化学特異星、回転変光星も兼ねる多様な要素が混ざりあった星系になっている。

## 星系
りゅう座φ星は19世紀から重星であることが知られており、4等星のりゅう座φ星Aと6等星のりゅう座φ星Bが離角1秒以内で存在する。AとBの離角は発見以降概ね0.6秒以下で推移し、相対位置測定から軌道が図示されて、真の連星であることがわかり、軌道要素も推定されている。
一方で、りゅう座φ星の視線速度は時間によって変化することもわかっており、1960年代にヘルムート・アプトらの観測によって軌道要素が求められたことでりゅう座φ星Aが単線分光連星であることが明らかになり、分光連星系は主星がりゅう座φ星Aa、伴星がりゅう座φ星Abとなった。
りゅう座φ星A系とりゅう座φ星Bとの軌道は周期が約307.8年、離心率が0.752で軌道長半径はヒッパルコス衛星が求めた距離のもとで89.6天文単位である。次に近点を通過するのは2116年と推定されている。
りゅう座φ星AaとAbの軌道は分光連星であることがわかった当初は約27日周期と考えられていたが、その後周期は約127.9日と見直された。軌道離心率は0.674で、軌道長半径は0.237天文単位と見積もられている。

## 特徴
りゅう座φ星は三重連星の軌道要素が求められており、りゅう座φ星AとBは実視連星で等級差もわかるため、等年齢線と組み合わせて質量が推定され、りゅう座φ星Aaは太陽のおよそ3.3倍、りゅう座φ星Abは太陽のおよそ1.9倍、りゅう座φ星Bは太陽のおよそ2.4倍とみられる。質量からスペクトル型も推定され、3星はいずれも早期型の主系列星であり、りゅう座φ星AaはB8型、りゅう座φ星AbはA4型、りゅう座φ星BはB9型と考えられる。
りゅう座φ星はハーバード大学天文台において、1階電離ケイ素のスペクトル線が強い特異星に分類され、以来ケイ素に特徴づけられるA型化学特異星（Ap星）で、特に明るくみえる恒星の1つとされている。

### 変光

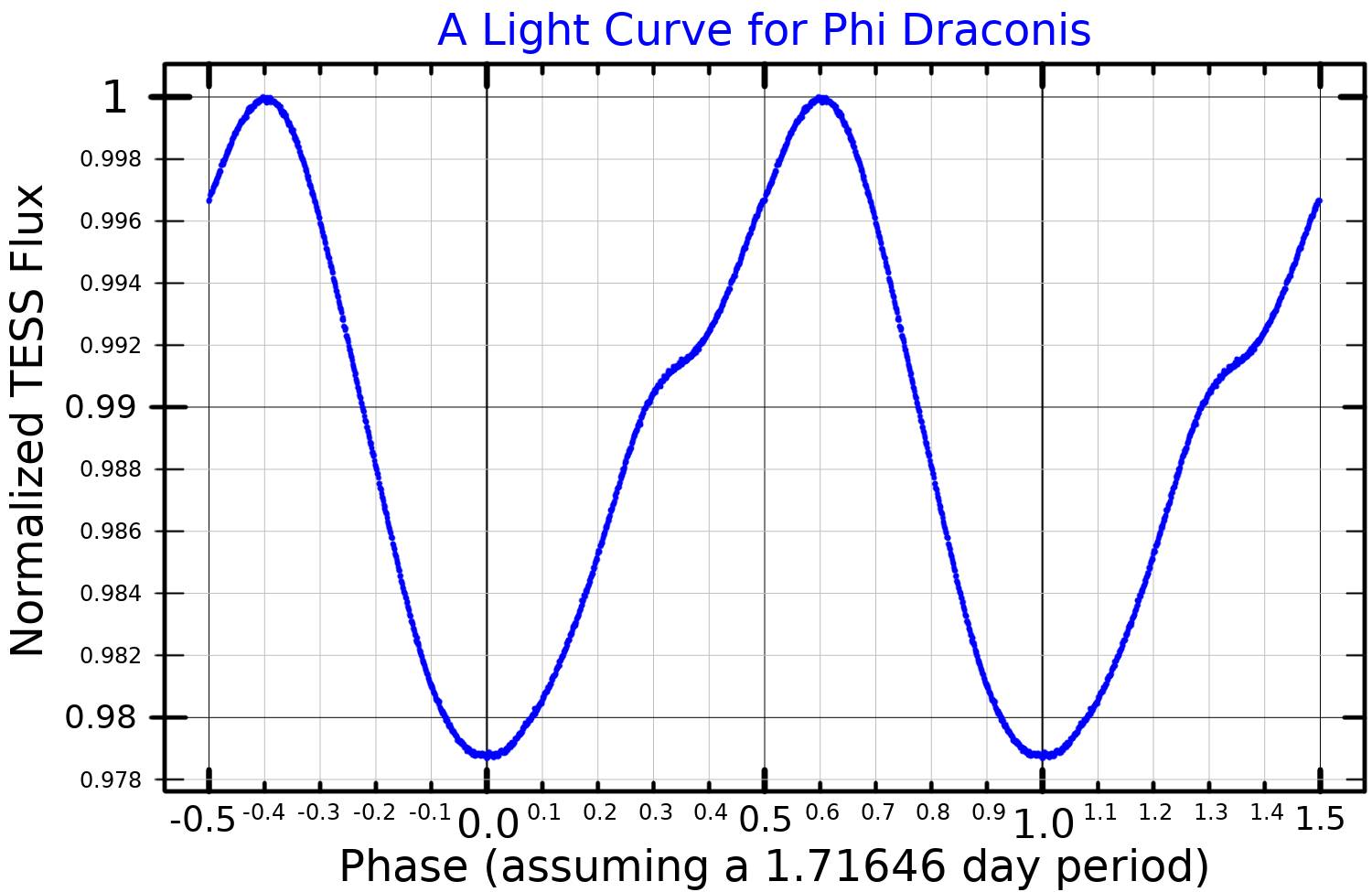
TESSの観測結果に基づき描画したりゅう座φ星の光度曲線。

りゅう座φ星は1960年代から変光星ではないかと疑われ、1974年にシャマハ天体物理観測所で行われた多色測光観測から光度曲線と変光周期が求められ、変光星総合カタログの第62次変光星名一覧で変光星として確定した。
紫外線でのりゅう座φ星の観測結果をみると、可視光でみられた変光周期と同じ周期での変光が検出されたが、波長によっては変光していない領域があったり、遠紫外線では可視光・近紫外線とは光度曲線の位相が逆だったりと複雑な様相がみられた。これは、遠紫外域では分布にむらがあるケイ素や鉄のイオンによる吸収が効いている一方、可視光・近紫外線ではケイ素や鉄からの再放射で光球が加熱されている影響があるものと考えられている。
観測されるスペクトル線や変光の特徴から、星系の中でりゅう座φ星AaがAp星であり変光星であると考えられ、変光星の分類としてはりょうけん座α2型の回転変光星に位置づけられる。回転変光星であるので光度曲線から自転周期も精密に推定され、りゅう座φ星Aaでは1.71650213日である。

## 名称
中国ではりゅう座φ星は、帝付きの文書や記録を司る官職を指す柱史（拼音: Zhù Shǐ）という星官を単独で形成するとされる。